# Famille de Durban
 (octobre 2023).
La famille de Durban anciennement de Donos est une famille noble originaire de Septimanie et installée dans le Massif des Corbières. Elle est éteinte dans les mâles depuis le XVe siècle.

## Historique

### Origine

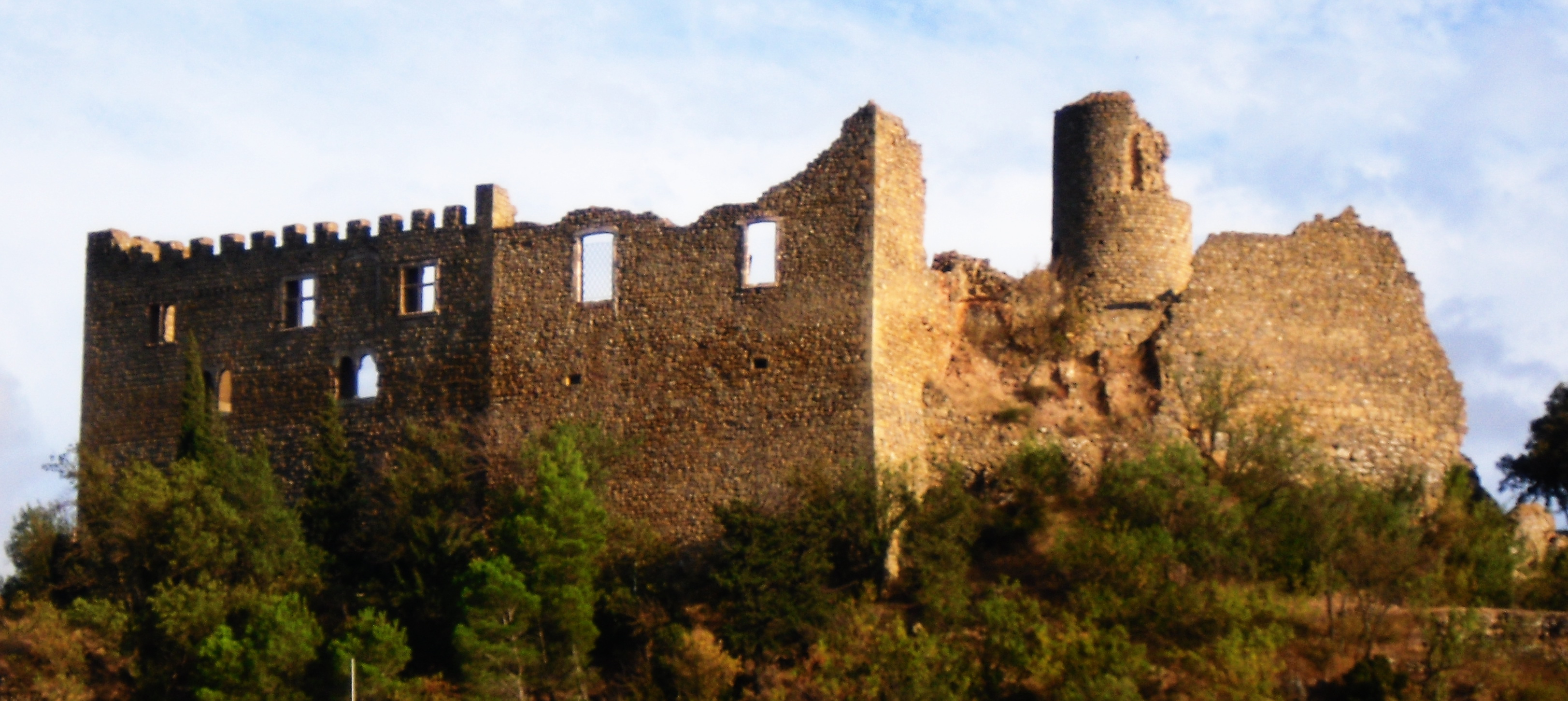
Château de Durban.

Fixée en Corbière, la première mention de cette famille est faite en 1018, lors d'un hommage au château de Durban. La famille possède le sobriquet d'Ibère, ce qui indiquerait qu'elle serait originelle d'Espagne. En effet, le premier membre connu serait Gomezinde, un noble espagnol, qui après avoir combattu les Sarrasins, obtient en 735 de Charlemagne des terres à Donos. Dès le Xe siècle, la famille possédait le château de Durban, le château de Donos et le château de Saint-Martin. Au XIIe siècle, elle possédait aussi les villes de Leucate et Fabrezan ainsi que des terres à Fontjoncouse et à Villesèque.
Jusqu'au commencement du XIe siècle, époque à laquelle Guillaume Hibrin, fils d'Adalazis, était possesseur des châteaux de Donos de Durban et de Saint-Martin, dont l'hommage était dû au vicomte de Narbonne, et plus souvent désignés par les noms des châteaux dont il devait rendre hommage.

### XIIIe - XIVe siècles
Guillaume IV de Donos participa à de nombreuses affaires avec la puissante maison Trencavel et se trouva seigneurs de nombreuses terres et châteaux. Guillaume VII de Donos prêta serment d'allégeance au Roi de France Saint-Louis (Louis IX) en 1229. Pour la famille de Durban, les fils aînés se nommaient généralement Guillaume.
De là vint que les seigneurs de Donos furent appelés de Durban, à cause du château de Durban, dont ils rendaient hommage au vicomte de Narbonne, et de leurs relations fréquentes avec ces mêmes vicomtes.
Ils ne devaient hommage, pour le château de Donos, qu'au Roi, mais vers 1200, par suite des empiétements des droits par les vicomtes de Narbonne, les seigneurs de Donos leur prêtèrent hommage et serment de fidélité, et dès cette époque le fils aîné de cette famille continua de porter le nom de Donos qu'il transmit à ses descendants, tandis que les enfants du second fils portèrent celui de Durban jusqu'en 1333, époque à laquelle Guillemette, fille de Guillaume de Durban, apporta la terre et le château de Durban à Guillaume de Treilles, seigneur de Gléon son mari, et dont la postérité prit, en 1371, le nom de famille Gléon de Durban.

### XVIIe siècle
C'est Antoine de Martrin-Donos, seigneur de Donos, fils de Gabriel de Martrin et de Catherine de Donos qui hérita de sa tante Marguerite de Donos en 1601 avec obligation de relever les nom et armes de Donos.
En 1631, noble Antoine de Martrin-Donos, prêta hommage et serment de fidélité au Roi pour la seigneurie de Donos, consistant en juridiction haute, moyenne et basse, mère et mixte impère, château, bâtiment, terres cultes et incultes, droits de lods et ventes, censives et autres droits seigneuriaux ; plus pour un fief joignant ladite terre du côté du midi, appelée Rupès le bas, comme aussi un autre fief au lieu d'Ouveillan, noble, nommé le fief de Bédos, droits du poids de pain, mesurage du vin, pieds de pourceaux, langues de bœuf et autres droits, et encore un autre fief au lieu de Cuxac, en son terroir appelé Pénedès lesquels fiefs dépendent de la vicomte de Narbonne. Il épousa Violante (ou Yolande) de Gléon, fille d'Edouard (ou Odoart) de Gléon, seigneur de Durban, et de Gabrielle de Voisins. Leur contrat de mariage fut passé au château de Durban, dans les Corbières, le 12 octobre 1600, devant Louis Razouls, notaire du lieu de Séjean, insinué à Carcassonne, le 9 février 1611.

## Héraldique
Le blason de la famille de Durban est :"d'azur à trois fasces d'or" ou "de gueules, à trois fasces d'argent" selon les versions.

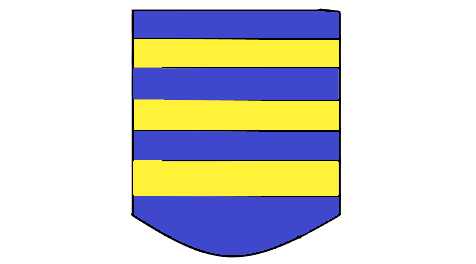
Le blason de la famille de Durban.
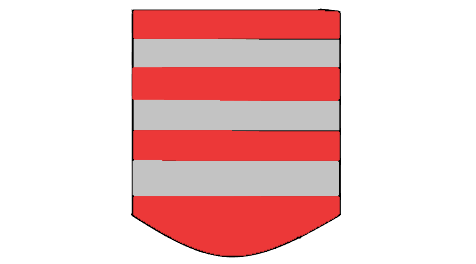
Blason alternatif de la famille.

## Pour approfondir